# Maryna Dehtiarova
Maryna Oleksandrivna Dehtiarova (ukrainska: Марина Олександрівна Дегтярьова), född 22 november 1993 i Ukraina, är en volleybollspelare (passare). Hon var med i landslaget som vann European Volleyball League 2017.
På klubbnivå har hon representerat VK Sievjerodontjanka (2009—2014), Maccabi Hadera (2015—2016), Polissia Zjytomyr (2020-2021), SK Prometej (2021-2022) och VK Dobrodij (2022-).